# 弘前学院大学
弘前学院大学（ひろさきがくいんだいがく、英語: Hirosaki Gakuin University）は、青森県弘前市稔町13-1に本部を置く日本の私立大学。1886年創立、1971年大学設置。大学の略称は弘学、学院、学院大学。

## 概要
弘前学院の創立は1886年、創立者は明治期のメソジスト系キリスト者、本多庸一である。
1889 （明治22）年に「弘前女学校」として設立認可を得ると徐々に規模を拡大させて、ミッションスクールとして発展した。建学の精神は「畏神愛人」である。
弘前学院大学の前身は、1946（昭和21）年に弘前女学校から弘前聖愛高等女学校へと改称された学校である。その後、弘前学院短期大学が開設され、英文科、家政科、国文科と学科を増やしながら発展し、短期大学の英文科、国文科を4 年制大学文学部の英米文学科・日本文学科に改組し、1971年弘前学院大学を開設した。1999年の社会福祉学部の増設を機に男女共学となり、2003年に大学院社会福祉学研究科を開設、2005 年には看護学部及び大学院文学研究科を増設している。

## 沿革

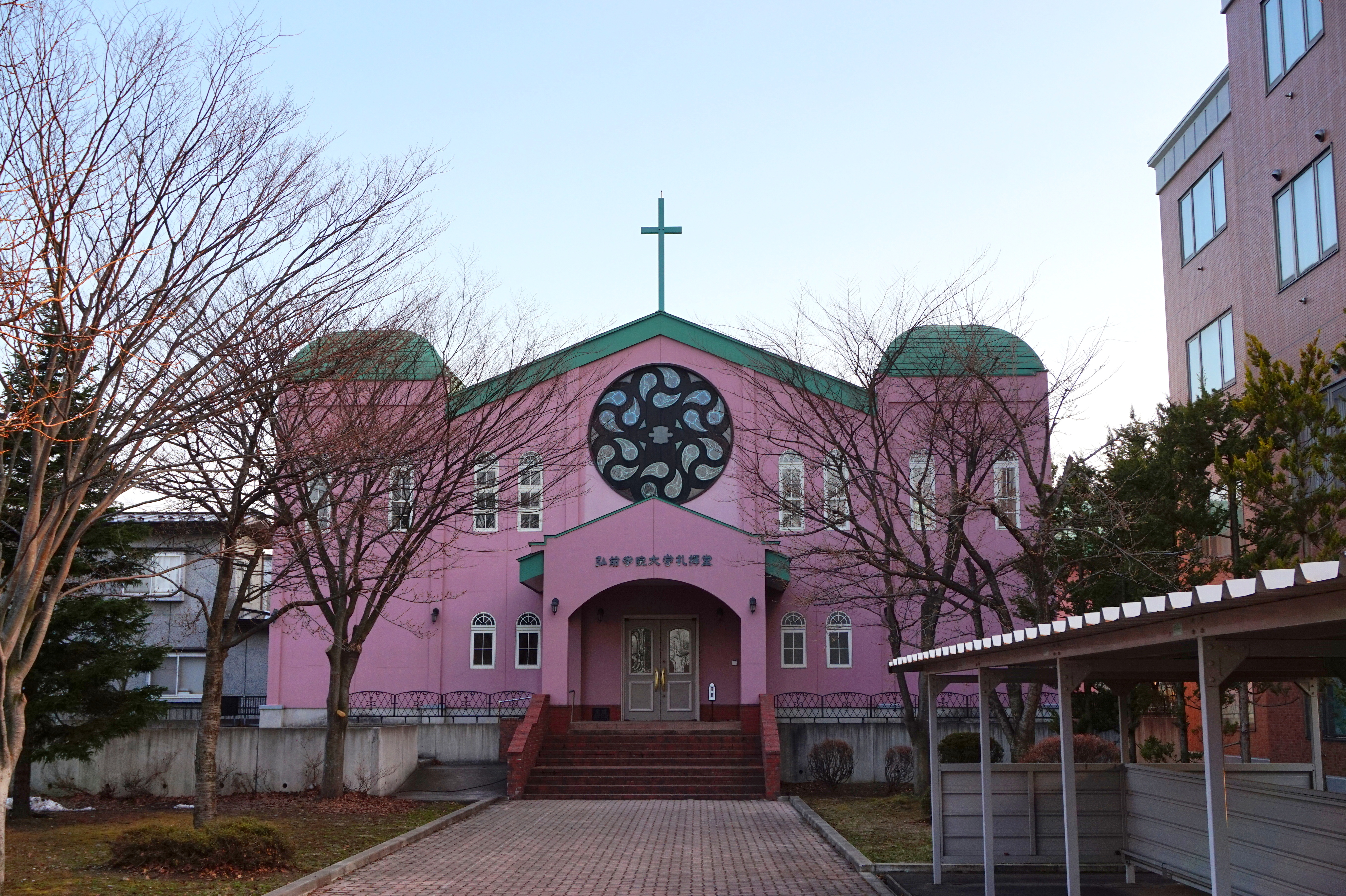

- 1886年 弘前教会内に来徳女学校として創設
- 1887年 校名を弘前遺愛女学校とする
- 1888年 元大工町に校舎建築着工
- 1889年 弘前女学校設立
- 1901年 坂本町校舎へ移転
- 1929年 本校舎落成
- 1946年 校名を弘前聖愛高等女学校と改称
- 1947年 2ヵ年制専攻科を設置
- 1950年 法人を弘前学院に改め弘前学院短期大学英文科として開学
- 1956年 弘前学院創立70周年
- 1957年 短期大学家政科設置
- 1960年 短期大学開学10周年
- 1961年 短期大学新校舎開館
- 1966年 創立70周年、短期大学に国文科設置
- 1970年 短期大学開学20周年、短期大学校舎を西弘前キャンパスに移転
- 1971年 4年制大学の弘前学院大学開学、文学部英米文学科・日本文学科設置(短期大学英文科・国文科を改組)
- 1979年 弘前学院外人宣教師館を大学構内に復元完成
- 1981年 創立95周年
- 1986年 創立100周年
- 1988年 短期大学の科名を「家政科」から「生活福祉学科」と改称
- 1999年 社会福祉学部増設、4年制大学を男女共学とする
- 2000年 弘前学院短期大学 閉学
- 2003年 大学院社会福祉学研究科設置
- 2005年 創立120周年、看護学部増設、大学院文学研究科増設、ウェスコンシン大学(米国)と姉妹校提携
- 2007年 財団法人大学基準協会の大学基準に適合し正会員となることの認証を得る、校旗掲揚台を設置
- 2012年 中国上海莘遠国際教育センター、上海外国語大学留学センターと国際交流提携、韓国培花女子大学校、釜山科学技術大学校と姉妹校提携
- 2014年 ソウル神学大学と姉妹校提携、財団法人大学基準協会の大学基準に適合していることの認定を得る
- 2015年 学生ラウンジ（3号館）　献堂式
- 2016年 創立130周年記念式典
- 2018年 安養大学校と国際交流協定を締結
- 2019年 新1号館 竣工、青山学院大学との連携協定締結
- 2022年 五所川原商業高等学校（現下山学園高等学校）との教育連携協定締結
- 2023年 青森県立鰺ヶ沢高等学校との教育連携協定締結、青森県立弘前南高等学校との教育連携協定締結
- 2024年 青森県立黒石高等学校との教育連携協定締結

## 学部・学科
文学部
- 英語・英米文学科
- 日本語・日本文学科

社会福祉学部
- 社会福祉学科

看護学部
- 看護学科

## 大学院
- 文学研究科
- 社会福祉学研究科

## 対外関係

### 他大学との協定
- 2008年 - アメリカバージニア州、シェナンドア大学と姉妹校提携。
- 青山学院大学との包括的協定
青山学院大学と弘前学院大学は、2019年5月15日（水）、「連携・協力の推進に関する基本協定」を締結した。この基本協定は、学生の交流、単位互換および学生の教育研究指導、プロジェクト研究およびシンポジウム等の共同実施、学術研究資料・刊行物・情報等の活用、大学の施設・設備の利用等において、両大学の連携・協力の推進を図ることを目的としている。インターネットを利用した講義や単位互換なども視野に入れている。

## 大学関係者

### 学長
- 田沢吉郎　元自由民主党衆議院議員。元東奥義塾理事長（元本学学長）
- 𠮷岡利忠　東海大学医学部助教授、ペンシルバニア大学医学部助教授、聖マリアンナ医科大学教授、元青森県立保健大学副学長
- 藁科勝之　現学長。元国立大学法人弘前大学理事・副学長。元放送大学青森学習センター所長

### 教員
- 横山北斗　元民主党衆議院議員（元社会福祉学部教授）
- 八巻正治　尚絅学院大学元教授（元社会福祉学部教授）
- 大木トオル - ミュージシャン、国際セラピードッグ協会代表（客員教授）
- 楊尚眞 （文学部教授）

### 卒業生
- 仲野博子　元民主党衆議院議員（英米文学科卒業）
- 山田スイッチ - フリーライター、コラムニスト
- 和海　アイドル、元りんご娘
- 太陽　アイドル、ライスボール (アイドル)

## 交通アクセス
- 弘南鉄道大鰐線弘前学院大前駅下車、徒歩4分
- 弘前駅前中央口から弘南バス小栗山・狼森線、第三中学校前バス停下車　徒歩8分

## その他
- 2005年10月1日。弘前市民会館において、弘前学院創立120周年記念式典が行われる。記念式典の次に行われた特別記念講演では、ノンフィクション作家の柳田邦男が講演。
- 2007年には、三村申吾青森県知事が本校を訪れ、講演をしている。